# Jorge Gutiérrez (torero)
Jorge Gutiérrez Argüelles  (Tula, Hidalgo, 27 de febrero de 1957) es un torero mexicano en retiro, se le conoce con el apodo de “el Coloso de Tula”. Destacó en los ruedos mexicanos durante la década de 1990.

## Novillero y alternativa
Sus padres fueron Jaime Gutiérrez y Alicia Argüelles. Sin contar con antecedentes taurinos en su familia, debutó como novillero en 1975 en la plaza La Florecita de Ciudad Satélite en el Estado de México. Se presentó por primera ocasión en la Monumental Plaza de Toros México el 27 de julio de 1977, ese mismo año fue premiado con el Estoque de Plata. 
Tomó su alternativa el 11 de febrero de 1978 lidiando al toro Perla Negra de la ganadería de Javier Garfias, su padrino fue Manolo Martínez y el testigo Curro Rivera. Confirmó en Las Ventas el 22 de mayo de 1982, tuvo como padrino a Manolo Vázquez y como testigo a Antoñete. Ese mismo año cortó una oreja en Madrid y se presentó  en dos ocasiones en Francia.     

## Plaza México
En 1990 consolidó su carrera como matador obteniendo varios triunfos en la Plaza México, lo cual lo convirtió en uno de los toreros consentidos de la afición. Después de Manolo Martínez, es el torero que más veces se ha presentado en dicho coso, ha realizado el paseíllo en más de ochenta ocasiones. El 5 de febrero de 1996 participó en la corrida del cincuentenario de la Plaza México, aunque hizo excelentes faenas, perdió las orejas al fallar con el estoque. 
En ese mismo escenario indultó al toro Poco a Poco de la ganadería de San Martín en enero de 1981 y al toro Giraldillo de la ganadería de Manolo Martínez en marzo de 1996, asimismo cortó más de cuarenta orejas y dos rabos, uno de ellos al toro Consentido de la ganadería de San Martín en enero de 1992. Es tío del torero Alfredo Gutiérrez.